# Mesothen dorsimacula
Mesothen dorsimacula là một loài bướm đêm thuộc phân họ Arctiinae, họ Erebidae.